# Balon cu aer cald

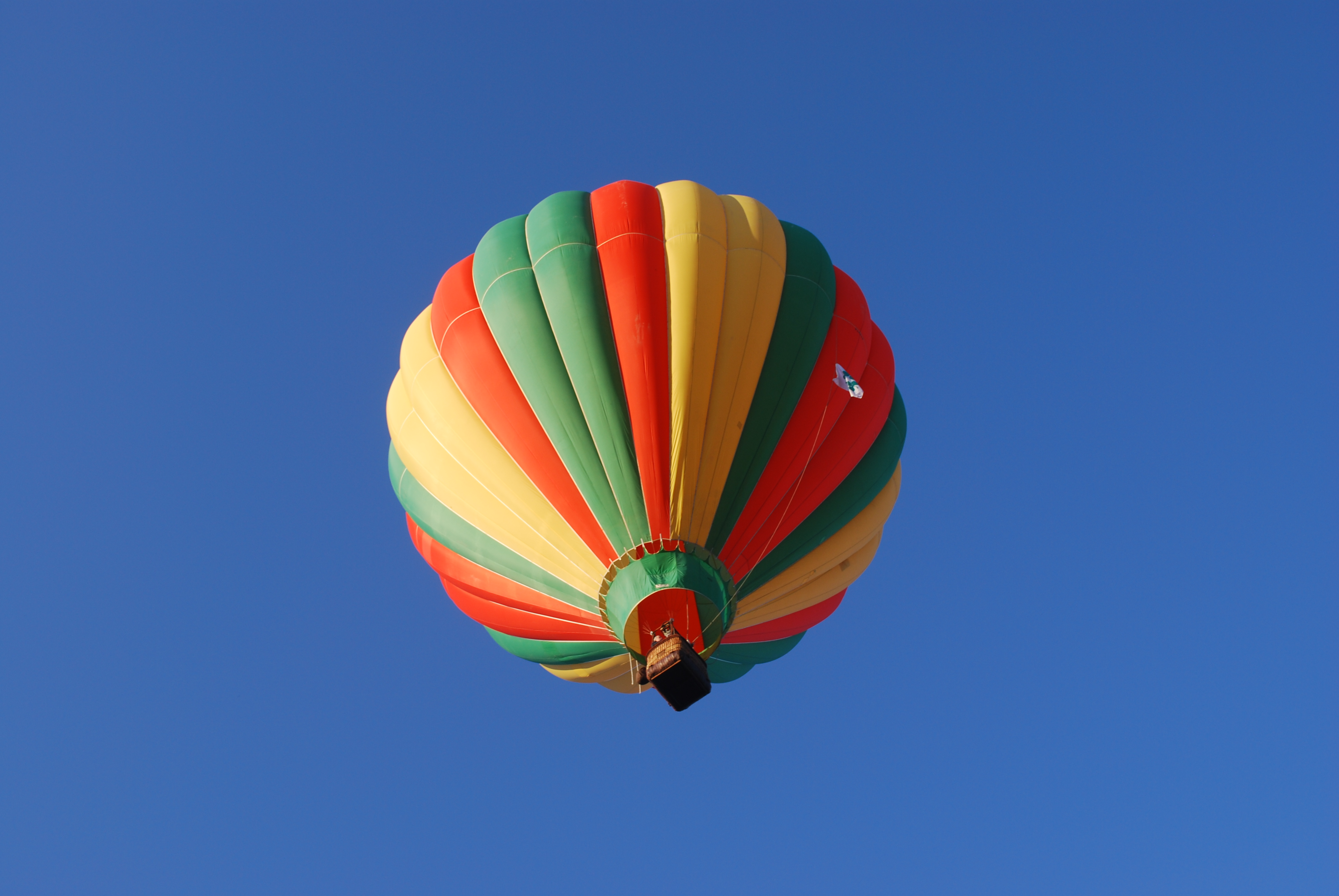
Balon cu aer cald

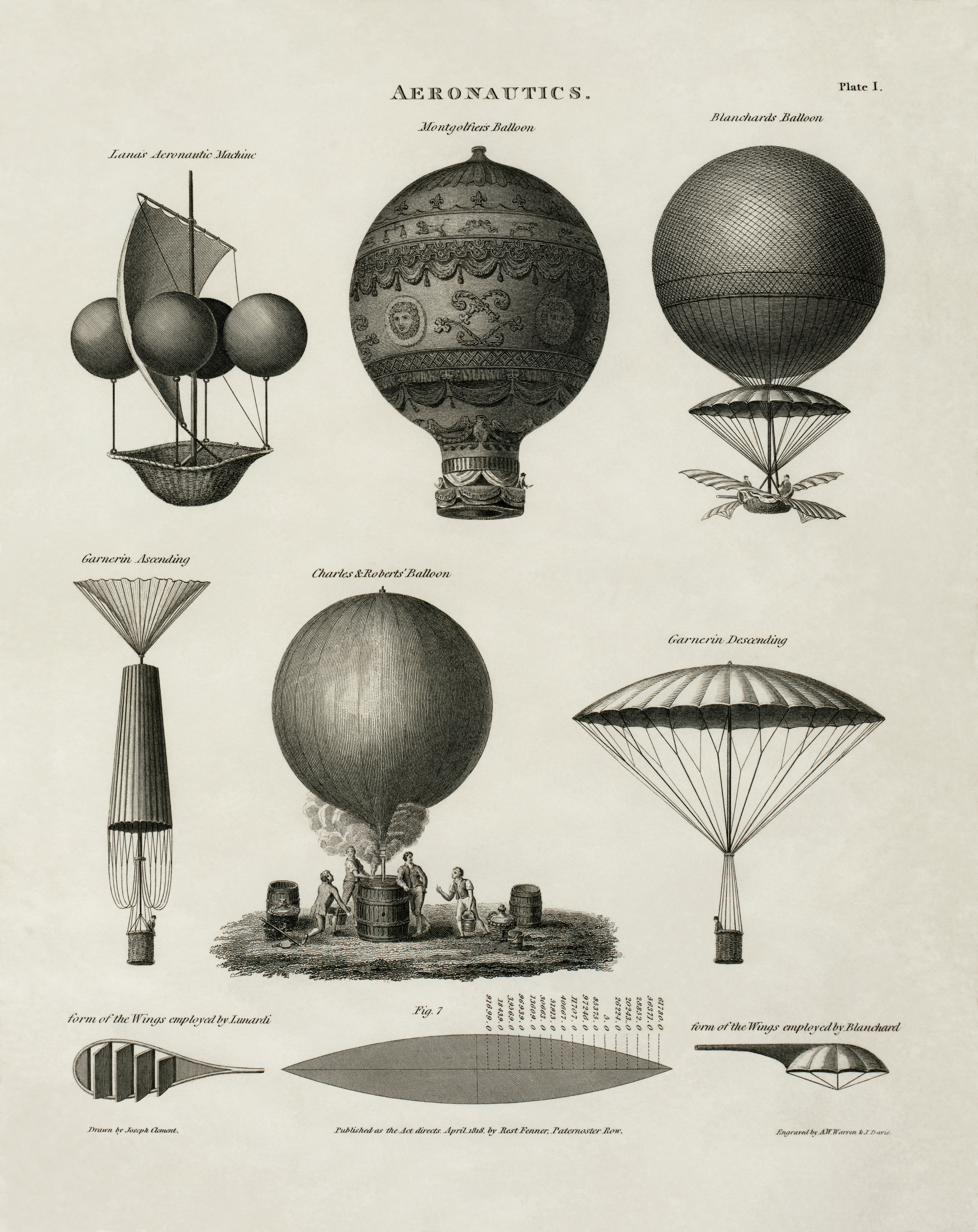
Desene tehnice din 1818 ilustrând designurile timpurii ale balonului

Balonul cu aer cald este un tip de balon, de obicei aproape sferic, care pentru a pluti se folosește de faptul că aerul cald (din interior) are o densitate mai mică decât cea a aerului mai rece (din exterior). Este cea mai veche tehnologie de zbor dezvoltată de oameni.

## Preambul
Un balon este un aerostat nemotorizat care nu are mijloace de propulsie proprii și trebuie fie legat de un cablu lung ancorat la sol, fie lăsat să plutească liber în vânt sau curenți de aer. Din acest motiv, un balon cu aer cald sau cu gaz, „nu zboară” ci „călătorește” cu masele de aer aflate în mișcare.

## Istoric
Prima călătorie liberă a unui balon cu aer cald a avut loc la 21 noiembrie 1783, la Paris, Franța și a fost realizată de Jean-François Pilâtre de Rozier și François Laurent d'Arlandes, într-un balon cu aer cald construit la 14 decembrie 1782 de către frații Montgolfier. Actualmente baloanele cu aer cald pot avea cele mai diverse forme, de la rachete la cârnați și ursuleți. 

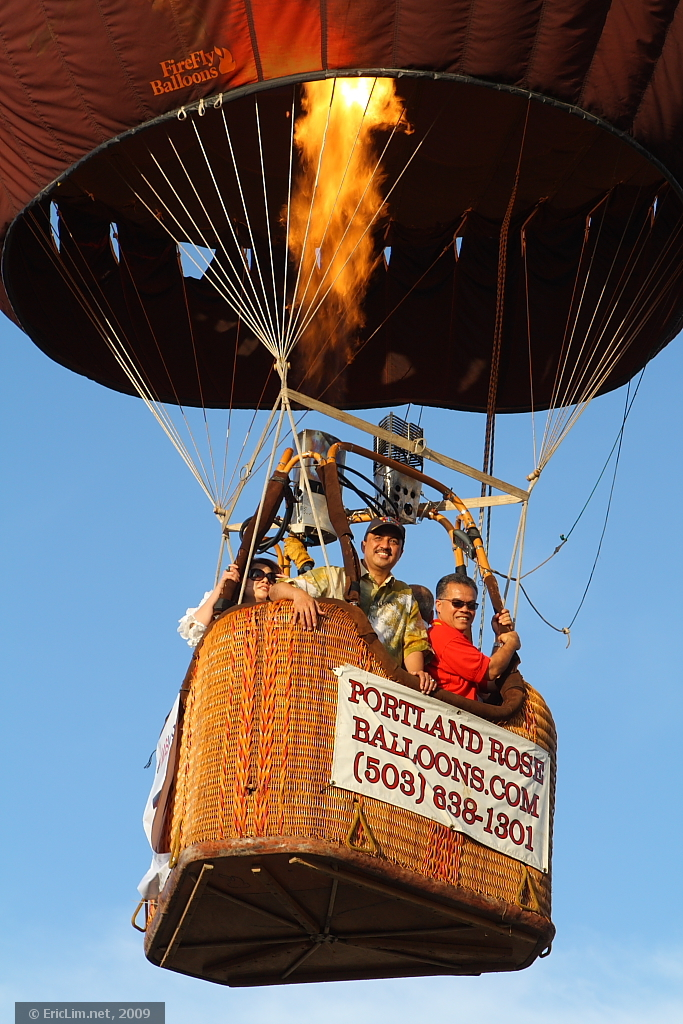
Sistemul de producere a aerului cald, cu un arzător cu propan

Anvelopele baloanelor au volume cuprinse între 1.800 m³ și 9.000 m³. Pentru activități sportive și publicitate se folosesc anvelope de sub 4.000 m³, iar pentru zboruri cu pasageri sunt recomandate anvelope de peste 4.000 m³.
Pasagerii sau încărcătura sunt transportați într-o nacelă care conține și o sursă de căldură, cel mai adesea un arzător orientat spre interiorul anvelopei, care eliberează flăcări de până la 6 m lungime, cu scopul de a încălzi aerul interior. Combustibilul utilizat în acest scop este propan sau amestec de propan și butan. Presiunea normală de lucru este între 5-10 bari. Aerul încălzit este dirijat spre interiorul anvelopei balonului și îl face să se ridice, deoarece densitatea sa este mai mică decât cea a aerului din afară.
Spre deosebire de baloanele cu gaz mai ușor decât aerul, cele cu aer cald nu trebuie să fie închise ermetic, deoarece gazul din interior nu este ținut sub presiune, ci are aceeași presiune cu aerul înconjurător. Astăzi, anvelopele baloanelor sunt cel mai adesea confecționate din nylon, iar gura balonului (partea inferioară, mai apropiată de sursa de căldură) este realizată din material rezistent la ardere, cum ar fi Nomex.